# Kiichi Miyazawa
Kiichi Miyazawa (宮澤 喜一, Miyazawa Kiichi, né le 8 octobre 1919 à Fukuyama dans la préfecture de Hiroshima et mort le 28 juin 2007 à Tokyo), est un homme d'État japonais. Il est le Premier ministre du Japon du 5 novembre 1991 au 8 août 1993.

## Biographie
Il est ministre par trois fois dont ministre des Affaires étrangères de 1974 à 1976 avant de devenir Premier ministre. Ensuite, il est encore ministre des Finances de 1998 à 2001.
Son mandat est marqué par son incapacité à gérer l'éclatement de la bulle financière et à mener les réformes qui s'imposent.
Le 8 janvier 1992, le président américain George Bush père lui vomit dessus et s'évanouit durant un dîner d'État. Cet incident entraîna la création du terme japonais « busshu suru », littéralement « faire un Bush », ce qui désigne le fait de vomir en public de manière embarrassante. Il a en outre été repris par le film parodique Hot Shots! 2, sorti en 1993.